# Acord de ratolí
Els acords de ratolí són combinacions de botons de ratolí pressionats conjuntament a l'uníson, com si fossin acords de piano, que s'usen per aconseguir diferents accions.
Els sistemes operatius Plan 9 i Oberon i l'entorn de desenvolupament acme fan un ús intensiu dels acords de ratolí. El Presentation Manager de l'OS / 2 també pot utilitzar l'acord per copiar i enganxar text mitjançant dos botons, però les combinacions de tecles de l'IBM Common User Access s'utilitzen amb més freqüència.

## Limitacions
Com els gestos del ratolí, les accions acordades poden no tenir suport i affordance i, per tant, no ofereix cap manera per als usuaris de descobrir possibles acords sense referència. Una característica similar com un menú contextual requereix menys entrenament.
Quan el Projecte Athena va utilitzar equips tan d'IBM com de la DEC, els ratolins DEC tenien tres botons i els ratolins IBM tenien dos. Athena va simular el tercer botó (del mig) dels ratolins IBM mitjançant un acord dels dos botons junts. Això no permet els acords que impliquen el clic del mig. L'Apple Mighty Mouse no suporta acords de ratolí a causa del disseny dels sensors dels botons.

## Aplicacions que gestionen acords de ratolí
- Mozilla Firefox
- Òpera
- Plan 9 from Bell Labs
- Acme
- Wily